# Ната-де-коко

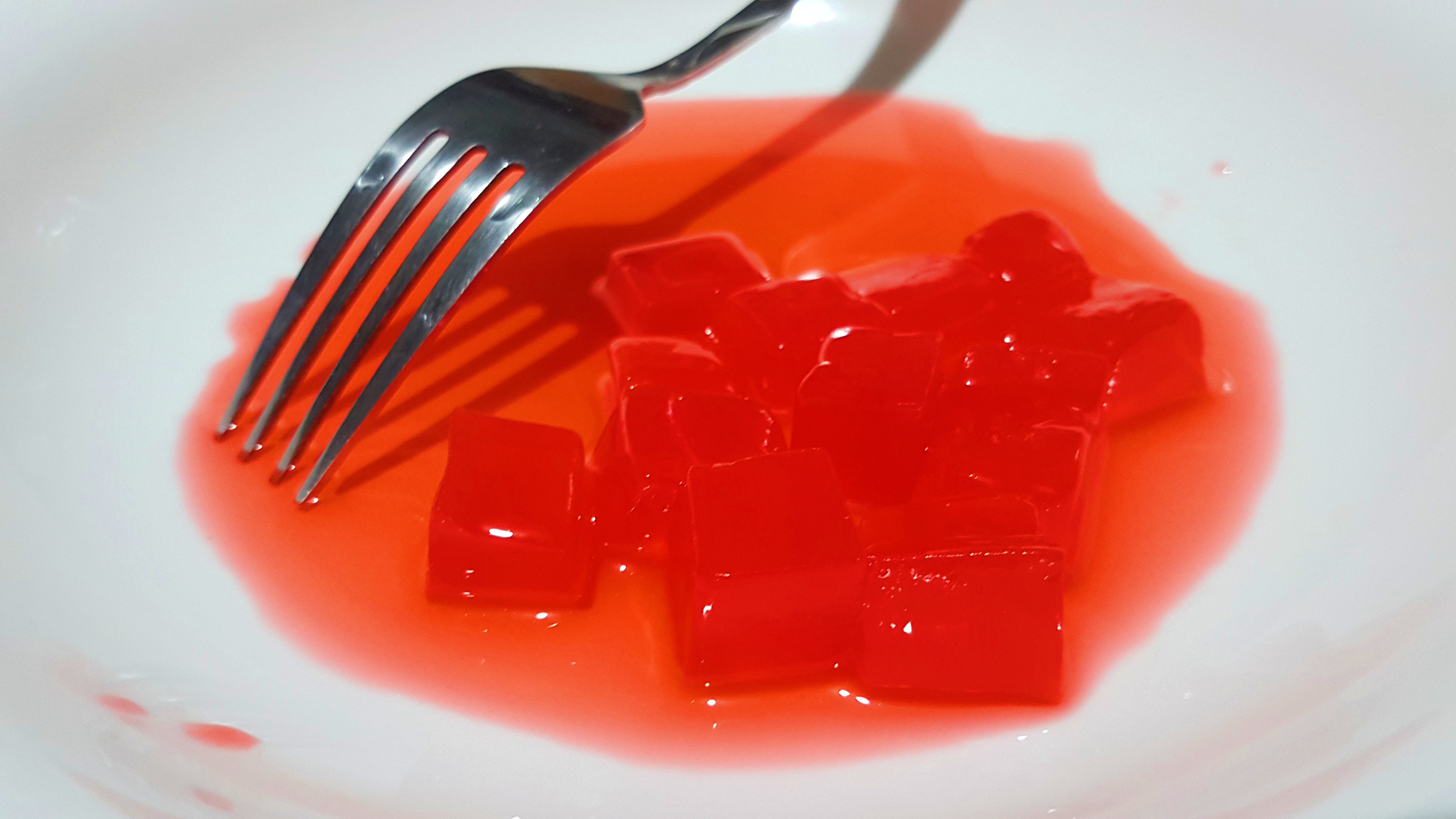
Ароматизированное кокосовое желе в красном сиропе. Филиппины.

Ната-де-коко (иногда не вполне корректно именуется кокосовым желе) — продукт филиппинской кухни, получаемый путём ферментации кокосовой воды с использованием культуры бактерий komagataeibacter xylinus (англ.), которые имеют свойство создавать на поверхности жидкостей так называемую бактериальную целлюлозу (англ.), в данном случае, кокосовое желе. 

## История
Первоначально на Филиппинах производился аналогичный продукт под названием ната-де-пинья, представлявший собой ферментированное ананасовое желе. Однако, из-за сезонного характера сбора ананасов, значительную часть времени производственные мощности простаивали. Кроме того, производство волокна из ананасов, пиньи (англ.), в середине XX века стало сокращаться, поэтому массовое выращивание ананасов стало менее выгодным. К счастью, в 1949 году у одного из местных химиков-технологов, работавших в Филиппинском государственном управлении по кокосам (англ.), возникла идея для создания аналогичного продукта использовать кокос. 

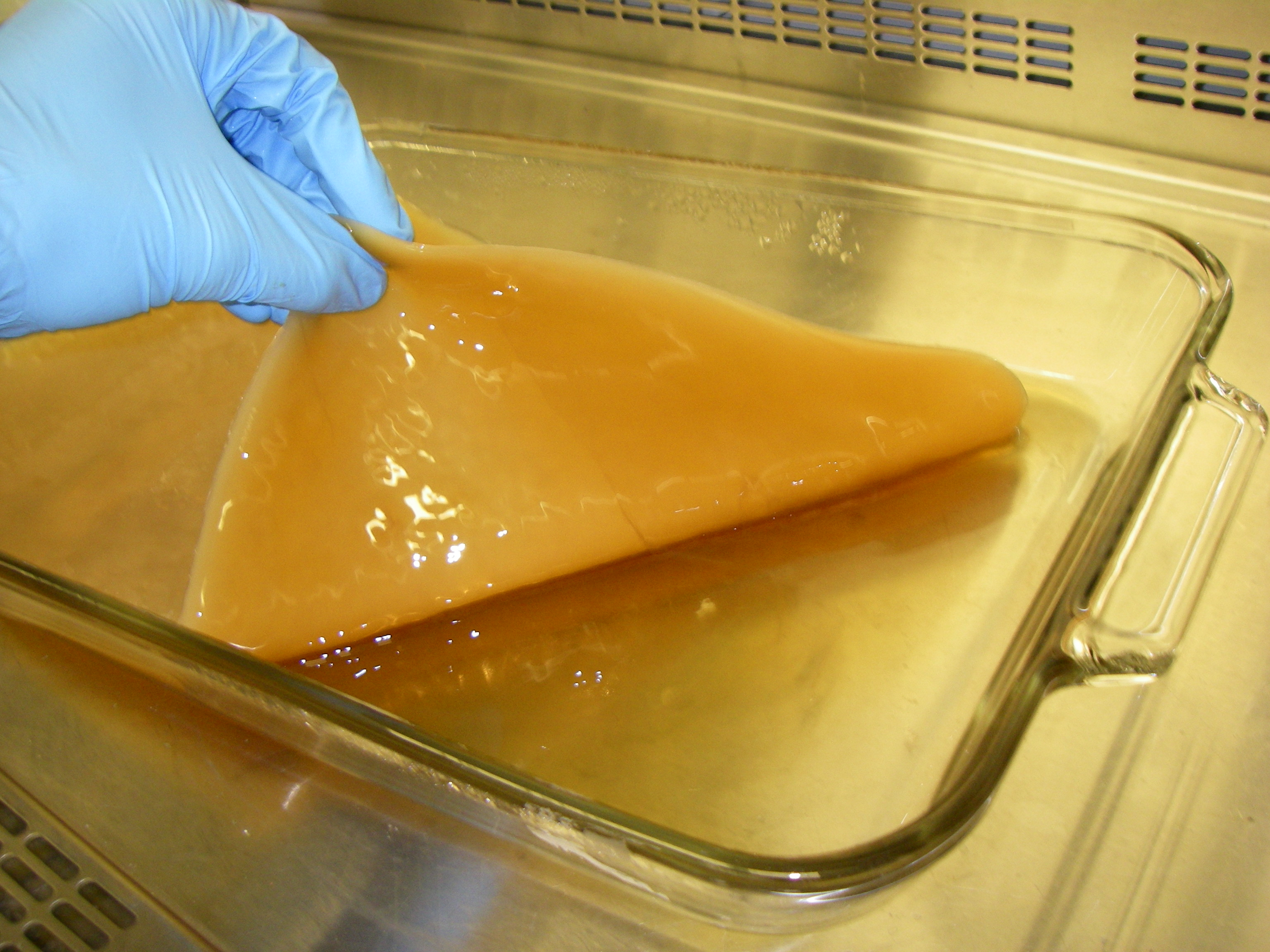
Пример производства бактериальной целлюлозы — слой целлюлозы, созданный бактериями, отделяется вручную от поверхности жидкости.

Проект получил одобрение Филиппинского государственного управления по кокосам. Коммерческое производство ната-де-коко было начато в 1954 году, а в 1970-х годах группой микробиологов во главе с Присциллой К. Санчес технология производства была оптимизирована.
На сегодняшний день, промышленное изготовление ната-де-коко состоит из пяти этапов:
- Добыча кокосовой воды.
- Ферментация кокосовой воды бактериальными культурами, в результате чего на её поверхности образуется толстый слой бактериальной целлюлозы (собственно ната-де-коко).
- Отделение полученного пласта кокосового желе.
- Очистка и смывание уксусной кислоты.
- Нарезка и упаковка.

На сегодняшний день, помимо Филиппин, кокосовое желе производится также в Индонезии, Малайзии, Вьетнаме и Таиланде. При этом, экспорт продуктов из кокоса, в частности ната-де-коко, и сегодня играет значительную роль в экономике Филиппин.

## Описание
Ната-де-коко представляет собой натуральный десерт, напоминающий желе. Он состоит в основном из кокосовой воды, и поэтому является достаточно низкокалорийным и малопитательным по сравнению с другими десертами. В 100 граммах ната-де-коко в среднем содержится не более 100 калорий, 6 граммов углеводов и менее 1 грамма белков. 
Ната-де-коко обычно продаётся готовым в банках. Помимо оригинальной базовой версии, существуют ароматизированные варианты в сиропе соответствующего цвета (например, красном). Ната-де-коко продаётся готовым к употреблению и может использоваться, как самостоятельный десерт, ингредиент для фруктовых салатов и баббл-чая, топинг для мороженого.